# بزرگ‌لکگان
بزرگ‌لکگان (نام علمی: Megaspilidae) نام یک تیره از بالاخانواده ساده‌رگه‌داران است.